# 宜牧地乡
宜牧地乡，是中华人民共和国四川省凉山彝族自治州昭觉县曾经下辖的一个乡。2021年1月12日，撤销宜牧地乡，其所属行政区域为金曲乡的行政区域。

## 行政区划
宜牧地乡撤销前下辖以下地区：
母坚拉提村、宜坚乃姐村、宜牧地村和洼典宜牧地村。